# Schwartau (Bad Schwartau)
Schwartau (Bad Schwartau) ist ein Ortsteil der Stadt Bad Schwartau.

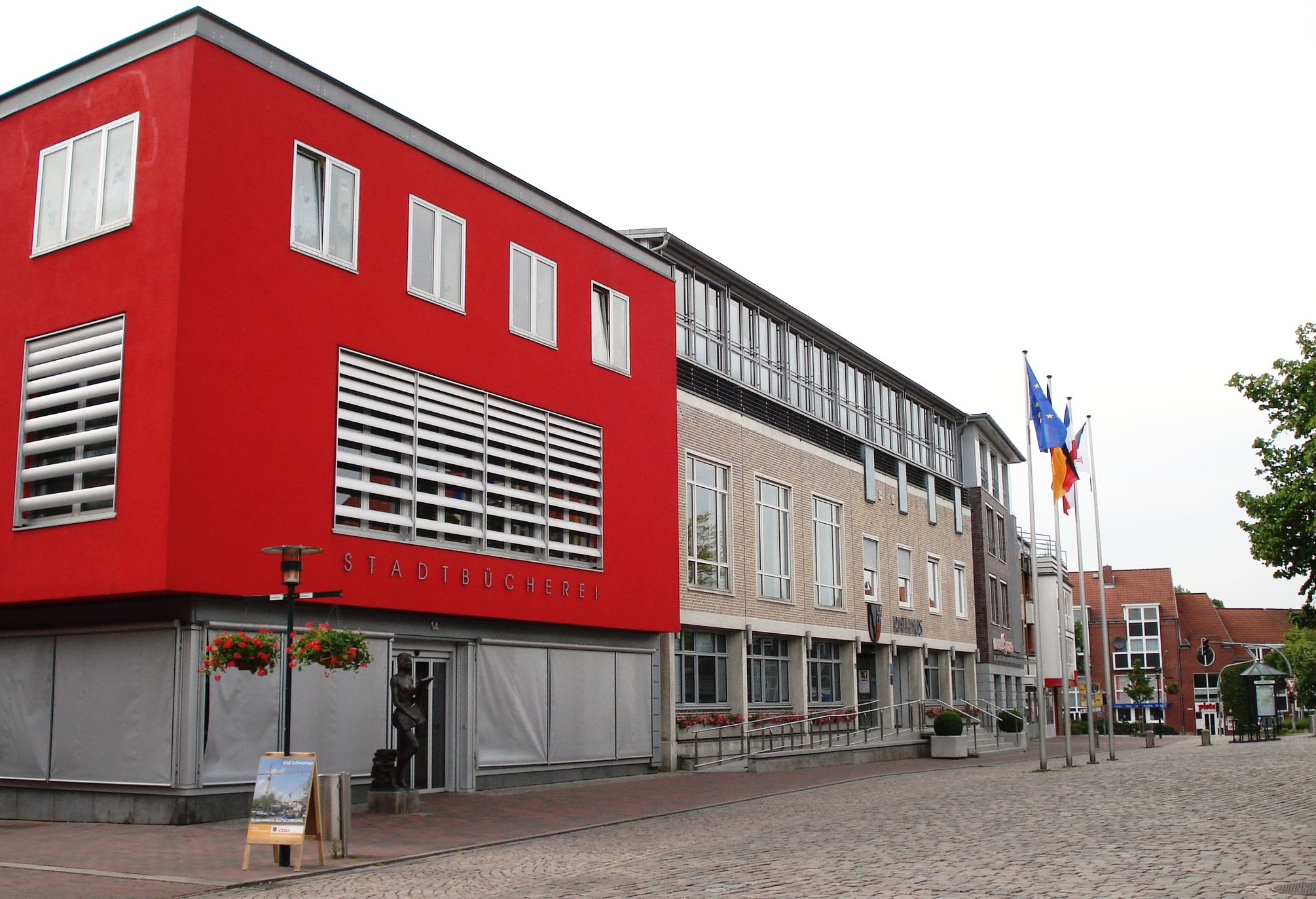
Die Bücherei und das Rathaus im Stadtteil Schwartau

Der Ortsteil Schwartau umfasst das Ursprungsgebiet der heutigen Stadt Bad Schwartau. Historisch geht Schwartau auf eine Siedlung am Fluss Schwartau zurück, die sich nach Norden (entlang des Riesebuschs) und südwärts in Richtung des heutigen Marktplatzes und später entlang des Verlaufes der heutigen Lübecker Straße ausdehnte. 
Die Ausdehnung Schwartaus nach 
- Westen wurde durch das Rensfelder Moor und das trockene und wenig fruchtbare Gebiet des "Sandfeldes",
- Osten durch das Gebiet des Gutes Kaltenhof begrenzt.

Im 19. Jahrhundert kam das Gebiet des Ortsteils Kaltenhof hinzu.
1934 wurden die Ortsteile Cleverbrück, Groß Parin und Rensefeld eingemeindet.
Der Ortsteil Schwartau umfasst den zentralen Teil des Stadtgebietes der Stadt Bad Schwartau – der nicht von übrigen vier Ortsteilen Kaltenhof, Cleverbrück, Groß Parin und Rensefeld eingenommen wird – und den überwiegenden Teil der öffentlichen und geschäftlichen Infrastruktur der Stadt Bad Schwartau.

## Beschreibung des Gebietes
Der Ortsteil Schwartau umfasst den Teil des Stadtgebietes entlang der Lübecker Straße, des Marktplatzes, der Rensefelder Straße, der Eutiner Straße, des Töpferberges und der Straße am Riesebusch – er befindet sich
- westlich der Bahnstrecke Kiel-Lübeck (Östlich liegt der Ortsteil Kaltenhof)
- östlich der Clever Au liegt (westlich liegt der Ortsteil Cleverbrück) sowie des Bürgerparks und des Straßenverlaufes Carl-Diem-Straße / Fünfhausen / Schnoorstraße liegt (westlich liegt der Ortsteil Rensefeld; nördlich des Geländeeinschnittes am Übergang Pariner Straße / Groß Parin der Ortsteil Groß Parin)